# Judo na Letniej Uniwersjadzie 2025
Judo na Letniej Uniwersjadzie 2025 – dyscyplina rozgrywana w dniach 23-26 lipca w centrum Messe Essen w Essen. 357 zawodników z 57 reprezentacji rywalizowało w 15 konkurencjach.

## Klasyfikacja medalowa
Gospodarz zawodów został zaznaczony kolorem.
| Miejsce | Państwo                              |    |    |    | Razem |
| ------- | ------------------------------------ | -- | -- | -- | ----- |
| 1       | Japonia                              | 8  | 2  | 4  | 14    |
| 2       | Korea Południowa                     | 4  | 0  | 3  | 7     |
| 3       | Niemcy                               | 1  | 1  | 1  | 3     |
| 4       | Mołdawia                             | 1  | 0  | 0  | 1     |
| 4       | Polska                               | 1  | 0  | 0  | 1     |
| 6       | Gruzja                               | 0  | 3  | 1  | 4     |
| 6       | IJF Indywidualni neutralni sportowcy | 0  | 2  | 1  | 3     |
| 7.      | Francja                              | 0  | 1  | 3  | 4     |
| 8.      | Brazylia                             | 0  | 1  | 2  | 3     |
| 9       | Chiny                                | 0  | 1  | 1  | 2     |
| 9       | Węgry                                | 0  | 1  | 1  | 2     |
| 11      | Azerbejdżan                          | 0  | 1  | 0  | 1     |
| 11      | Kosowo                               | 0  | 1  | 0  | 1     |
| 11      | Hiszpania                            | 0  | 1  | 0  | 1     |
| 14      | Czechy                               | 0  | 0  | 3  | 3     |
| 15      | Kazachstan                           | 0  | 0  | 2  | 2     |
| 15      | Rumunia                              | 0  | 0  | 2  | 2     |
| 15      | Uzbekistan                           | 0  | 0  | 2  | 2     |
| 18      | Cypr                                 | 0  | 0  | 1  | 1     |
| 18      | Finlandia                            | 0  | 0  | 1  | 1     |
| 18      | Mongolia                             | 0  | 0  | 1  | 1     |
| 18      | Portugalia                           | 0  | 0  | 1  | 1     |
| Razem   | Razem                                | 15 | 15 | 30 | 60    |

## Medaliści

### Mężczyźni
| Konkurencja             | Złoto | Srebro | Brąz |
| −60kg                   | Yamato Fukuda | Luis Barroso Lopez | Tüvshintöriin Tümenjargal Aman Bakytzhan |
| −66kg                   | Kairi Kentoku | IJF Abrek Naguchev | Henrique Silva Nurkanat Serikbayev |
| −73kg                   | Adil Osmanov | IJF Armen Agaian | Hans-Jorris Ahibo Ryuga Tanaka |
| −81kg                   | Kaito Amano | Zaur Dvalashvili | Lee Joon-hwan Petr Mladý |
| −90kg                   | Kim Jong-hoon | Elcan Hacıyev | Komei Kawabata Gergely Nerpel |
| −100kg                  | Michał Jędrzejewski | Nika Kharazishvili | Nozomu Miki Alexandru Sibișan |
| +100 kg                 | Yuta Nakamura | Saba Inaneiszwili | Giannis Antoniou IJF Valeriy Endovitskiy |
| turniej drużynowy mikst | Japonia · Ryuga Tanaka · Kairi Kentoku · Kaito Amano · Komei Kawabata · Yuta Nakamura · Moa Ono · Rin Maeda · Miki Mukunoki · Mizuki Sugimura · (Hako Fukunaga · Narumi Tanioka · Nozomu Miki) | Francja · Hans-Jorris Ahibo · Simon Lesauvage · Yoann Benezra · Angel Gustan · Chloé Devictor · Teophila Darbes-Takam · Dounia Nacer · (Léa Beres · Doria Boursas · Célia Cancan · Kaila Issoufi · Hadrien Cargnelli) | Brazylia · Guilherme de Oliveira · Luan Almeida · Guilherme Morais · Gabriel Arévalo · Beatriz Comanche · Luana Carvalho · Thauana Silva · Beatriz Freitas · (Gabriela Conceição · Rafaella Gonçalves · Daniel Nazaré · Henrique Silva) · Korea Południowa · An Jae-hong · Kim Jong-hoon · Song Woo-hyeok · Huh Mi-mi · Jang Se-yun · Kim Ha-yun · (Kim Min-ju · Lee Ye-rang · Shin Chae-won · Hwang Hye-sung · Lee Joon-hwan · Yoon Hyeon-su) |

### Kobiety
| Konkurencja | Złoto           | Srebro          | Brąz                               |
| −48kg       | Mizuki Harada   | Zhuang Wenna    | Laziza Haydarova Helen Habib       |
| −52kg       | Jang Se-Yun     | Hako Fukunaga   | Tereza Bodnárová Léa Beres         |
| −57kg       | Huh Mi-mi       | Róza Gyertyás   | Shukurjon Aminova Moa Ono          |
| −63kg       | Narumi Tanioka  | Laura Fazliu    | Renata Zachová Florentina Ivănescu |
| −70kg       | Rin Maeda       | Samira Bock     | Teophila Darbes-Takam Taís Pina    |
| −78kg       | Anna Monta Olek | Beatriz Freitas | Kim Min-Ju Emma Krapu              |
| +78 kg      | Kim Ha-yun      | Miki Mukunoki   | Sopio Somchiszwili Jia Chundi      |